# Karin van den Broeke
Karin van den Broeke (Rotterdam, 18 juni 1963) is een Nederlandse predikante. Zij was van januari 2013 tot maart 2018 preses van de generale synode (landelijke kerkvergadering) van de Protestantse Kerk in Nederland. Ze werd opgevolgd door Saskia van Meggelen.

## Levensloop
Van den Broeke groeide op in een omgeving waar de kerk nauwelijks een rol speelde. Na de middelbare school ging zij rechten studeren in Leiden. Haar toenmalige vriend volgde catechisatie bij de "hofpredikant" Carel ter Linden. Zij ging mee en de bijbellessen inspireerden haar zozeer dat zij besloot te stoppen met de studie rechten en theologie te studeren.
Haar allereerste gemeente was een dorpsgemeente in het Zeeuwse Kruiningen, Daarna was ze tien jaar studentenpredikant in Leiden. In 2004 keerde zij weer als predikant terug naar Zeeland. Van 2008 tot 2013 was ze predikant in Wissenkerke-Geersdijk. Sinds februari 2013 gaat ze voor in de Protestantse Gemeente De Ontmoeting te Noord-Beveland. Het gaat om een federatie van Wissenkerke-Geersdijk met Kats-Kortgene.
Van den Broeke maakte al langere tijd deel uit van de synode en is sinds 2011 bestuurslid van de Bond van Nederlandse Predikanten.
Op 17 januari 2013 werd Van den Broeke in Lunteren voor een periode van vijf jaar gekozen als preses van de generale synode van de Protestantse Kerk. Zij is de eerste vrouw in die functie. De kritiek op haar benoeming in kringen binnen de kerk waar anders wordt gedacht over de rol van de vrouw in het ambt was mild.
De preses haalde in augustus 2014 uitgebreid het nieuws doordat zij stelde dat koning Willem-Alexander het weinig over God had. Zij zei: "Tot nu toe is God niet sterk in zijn toespraken naar voren gekomen, en dat was opvallend". Een andere opvallende uitspraak deed ze in mei 2015. In een radiointerview zei ze dat Tweede Pinksterdag ingeruild zou kunnen worden voor een joodse of islamitische feestdag.
De predikant werd in juni 2016 gekozen in het uitvoerend comité, oftewel het dagelijks bestuur, van de Wereldraad van Kerken. In mei 2018 werd bekend dat zij de nieuwe voorzitter wordt van het Nederlands Bijbelgenootschap. In maart 2019 werd Van den Broeke namens het CDA gekozen in de Provinciale Staten van Zeeland.